# Cadicy International
Cadicy International Corporation fue una empresa estadounidense de distribución de material fílmico, series de televisión y dibujos animados que posteriormente cambió su nombre a "First Line Films" mismo que abandonó para dominarse hoy en día como "Dorado Films"

## Fundación
La empresa fue fundada por George Caputo, dando el nombre de "Cadicy International Corporation" a la empresa, en la ciudad de Nueva York, apuntando como uno de sus objetivos hacer cautivo al mercado latinoamericano a través de la distribución y doblaje al español del material fílmico producido en los Estados Unidos, para ello reubica años después a la empresa en la ciudad de Miami, Florida que consideró la puerta de enlace entre ese material de Estados Unidos y su distribución hacia el resto del continente de habla hispana, debido a que mucha gente que habita la ciudad de Miami son de origen latinoamericano de habla hispana, principalmente migrantes Cuba de manera predominante, en mucho menor medida Puerto Rico y México, siendo a partir de la década de 1980 en que la predominancia poblacional cambia hacia migrantes sudamericanos.

## Adquisición de material fílmico
Durante la época, la empresa fílmica RKO Pictures de Estados Unidos participó dentro de la época dorada del cine hollywoodense, produciendo filmes desde 1929 hasta su disolución en 1959 entre las cuales se encuentra la mítica Ciudadano Kane protagonizada por Orson Welles y King Kong de 1933 versión americana.
Ante la desaparición de la empresa RKO, Cadicy International adquiere los derechos de distribución de toda la filmoteca de RKO en un paquete de alrededor de 25 filmes y en asociación con laboratorios de México, Venezuela y Puerto Rico se doblan al español al archivo fílmico de la RKO Pictures manteniendo el derecho reservado de distribución y reproducción por distintos medios magnéticos en español en Latinoamérica.
La desaparecida empresa Republic Pictures deja de producir películas para pasar al medio televisivo en los años de 1960, ante lo cual Cadicy International adquire los derechos de distribución de su archivo fílmico producido desde 1938 a 1956 un paquete de alrededor de 30 filmes para el mercado latinoamericano y posterior doblaje al español, donde entre su arsenal predominaban filmes de género Western apareciendo figuras como Roy Rogers y John Wayne entre otros.

## Laboratorio de doblaje
Posteriormente, deja a un lado su asociación para doblaje al español con empresas mexicanas, colombianas y puertorriqueñas para instalar en Miami sus propios laboratorios de doblaje, la mayor parte de los actores fueron de origen cubano, algunos actores que participaron también lo hicieron para los dibujos animados cubanos del personaje Elpidio Valdés[cita requerida] algunos de los que colaboraron fueron Frank González, Cristina Obin, Tony González, Irela Bravo, Carmen Solar, Coralia Fernández, Erasmo Juliachs y Edwin Fernández, realizándolo para los laboratorios del Instituto Cubano de Arte e Industria Cinematográfico.  En esta época adquirie a su vez derechos de distribución y doblaje de material fílmico de diversas productoras italianas, francesas, españolas y de otros países europeos para Latinoamérica.

## Adquisición de cartoons
Más tarde adquiere para su doblaje y distribución parte de la segunda versión y la más conocida en Latinoamérica de la serie de dibujos animados Woody Woodpeacker, "El pájaro loco" producida por los estudios Universal en la década de 1950 de la época cuando aparecen más personajes secundarios en la serie como Chilli Willy y "La Familia Oso" (The Beary Family) de las cuales hace un doblaje característico con acento cubano por la ubicación de la empresa en Miami y se nombra al pájaro loco como "loquillo", doblaje que fue mezclado con uno producido en México con actores del país para armar la serie en su totalidad.
Dentro de éste tenor, con su mismo reparto de actores de doblaje que mantuvo por varios años, se dobló la serie de marionetas japonesa X-Bomber renombrada para Latinoamérica como "Flota espacial" que supuso un problema de adaptación de los movimientos al habla de las marionetas para el idioma español que eran movimientos acortados para frases largas en español, por lo que se pausaba mucho la secuencia.

## Adquisición de películas de bestias
Durante la década de 1970, adquiere los derechos de distribución y doblaje en español en Latinoamérica de los filmes de Godzilla producidas por la empresa japonesa Toho Corporation Limited.

## Programas educativos e informativos
Realiza la adquisición y doblaje de la serie "El show de la ciencia" una producción alemana educativa en la que se mostraban avances técnicos y experimentaciones realizadas en ese país europeo, que fue distribuida para instancias gubernamentales y privadas de México y resto de Latinoamérica, así también de diversos programas informativos de ese país de la empresa Deutsche Welle.

## Doblaje y distribución de anime
Cadicy International encuentra un nicho de mercado para la distribución y doblaje para otro tipo de programas, así apuesta con gran éxito, el adelantarse y realizar la adquisición numeroso material de dibujos animados producidos en Japón de la gran cantidad que se producía en el país oriental, así Cadicy se hace de los derechos de varias series clásicas del Anime de empresas renombradas como Toei Animation, Nippon Animation, TeleCartoon Japan, Knack Animation, TMS Entertainment entre otras, de las cuales se destacan, Huckleberry Finn / Huck & Tom's Mississippi Adventure (Aventuras en el Misisipi), Gingaa Repuu Baxingar (Gladiadores del Espacio),  UFO Senshi Dai Apolón, Ninpuu Kamui Gaiden / Ninja Kamui, Mazinger Z Candy Candy entre muchas otras, de esta última, realiza una mezcla de doblaje que le asignaría a Sonomex de México para concluirla cuando tenía su laboratorio en Los Ángeles, en este tipo de series introducía mediante actores de doblaje los créditos de los laboratorios seguido del nombre de la serie en cuestión, teniendo en las presentaciones la frase "Cadicy International presenta...".
El 16 de febrero de 1984 ya con el nombre de First Line Films, se incorpora al registro empresarial de Miami, que tuvo como representante al contador Phillip Shenkman, que habita actualmente en Miami, mismo que en 2004 funda su propio buró de contadores "Shenkman & Son Management Corp".

## Distribución y licenciamiento de telenovelas
Años después la empresa se dedicó a adquirir derechos y ortorgamiento de licencias de distribución de diversas Telenovelas producidas en Latinoamérica para su transmisión en Italia, España y por cadenas en español de Estados Unidos y cambia su nombre a First Line Films, se retira del doblaje al español al ser desplazada por diversos laboratorios de doblaje de Los Ángeles y México con mayor éxito que realizaban trabajos con un acento más neutro y de mayor aceptación para el latinoamericano que el que realizaba Cadicy de acento marcadamente cubano, por lo que ejerció su función como empresa de doblaje por pocos años durante la primera mitad de la década de los años 1980.

## Reubicación y actualidad
En el año 2000, First Line Films se reubica en la costa oeste de los Estados Unidos, sobre el número 8182 de la avenida Durham Road, en la ciudad de Portland, en Oregón continuando con el giro exclusivamente de distribuidor de videocintas bajo la conducción de su ahora presidente Enid Caputo.
En años recientes, del material adquirido por la empresa, una cantidad reducida fue comercializada y distribuida bajo la razón social "ANS Records" con sede en Miami, Florida en los Estados Unidos, material que ya se ha distribuido a gran parte de Latinoamérica y Europa, con portadillas diseñadas por la empresa con calidad ínfima, los mismos ahora están descontinuados, entre ellos se encuentra títulos como "Famosos dibujos animados", "Super Magnetrón", "Gladiadores del Espacio" y "Kamui el ninja desertor", en sólo dos volúmenes de cada uno (cuatro capítulos por serie).

## Trivia
En la serie de animación cubana de Elpidio Valdez distribuida en México por "Macondo Cine Video, S.A. de C.V." se escuchan a los actores cubanos que participaron en Cadicy, en el orden que están es (según el enlace externo de Elpidio Valdez mostrado abajo) se encuentran las voces de la serie de Mazinger Z, la frase "Dos plomos mas" es la voz de Koji Kabuto, "ya estas balas tienen pólvora" con la voz del actor que personifica al Dr. Yumi y al Capitán Balendos en el OVA "Gran Mazinger vs. Grendizer" y "a estos yo les puse fulminante" a unos de los doctores del laboratorio fotónico.